# Nicolas Midy
Pour les articles homonymes, voir Midy.
Nicolas Midy, émissaire de l'Université de Paris, fut chanoine de Rouen, nommé le 4 mai 1431, au cours du procès qui jugea Jeanne d'Arc.
Cette nomination à ce poste était une faveur le récompensant de son zèle : il se fit remarquer par sa hargne contre Jeanne.
Le jour de l'exécution au Vieux-Marché, il la harangua durement.
Lors du procès en réhabilitation, Boisguillaume[Qui ?] affirma qu'il avait été frappé de la lèpre quelques jours après l'exécution. Néanmoins, les archives montrent qu'il se rendit au Concile de Bâle en 1432, qu'il habitait Amiens en 1436, et surtout qu'en 1437 les Facultés le chargent de haranguer Charles VII à son entrée à Paris, signe de son changement de camp. Fin 1438, il figure encore sur le registre des chanoines de Rouen.